# Dicranopsyra multicolor
Dicranopsyra multicolor är en insektsart som beskrevs av Carl August Dohrn 1892. Dicranopsyra multicolor ingår i släktet Dicranopsyra och familjen vårtbitare. Inga underarter finns listade i Catalogue of Life.